# Saul Dibb
Pour les articles homonymes, voir Dibb.
Saul Dibb (né en 1968 à Londres) est un réalisateur et scénariste britannique.

## Filmographie

### Cinéma
- 2006 : Bullet Boy
- 2008 : The Duchess
- 2014 : Suite française
- 2017 : Men of Honor (Journey's End)

### Télévision
- Electric Avenue
- Lifters
- The Line of Beauty